# Pyreferra ceromatica
Pyreferra ceromatica är en fjärilsart som beskrevs av Augustus Radcliffe Grote 1874. Pyreferra ceromatica ingår i släktet Pyreferra och familjen nattflyn. Inga underarter finns listade.